# Skálholt

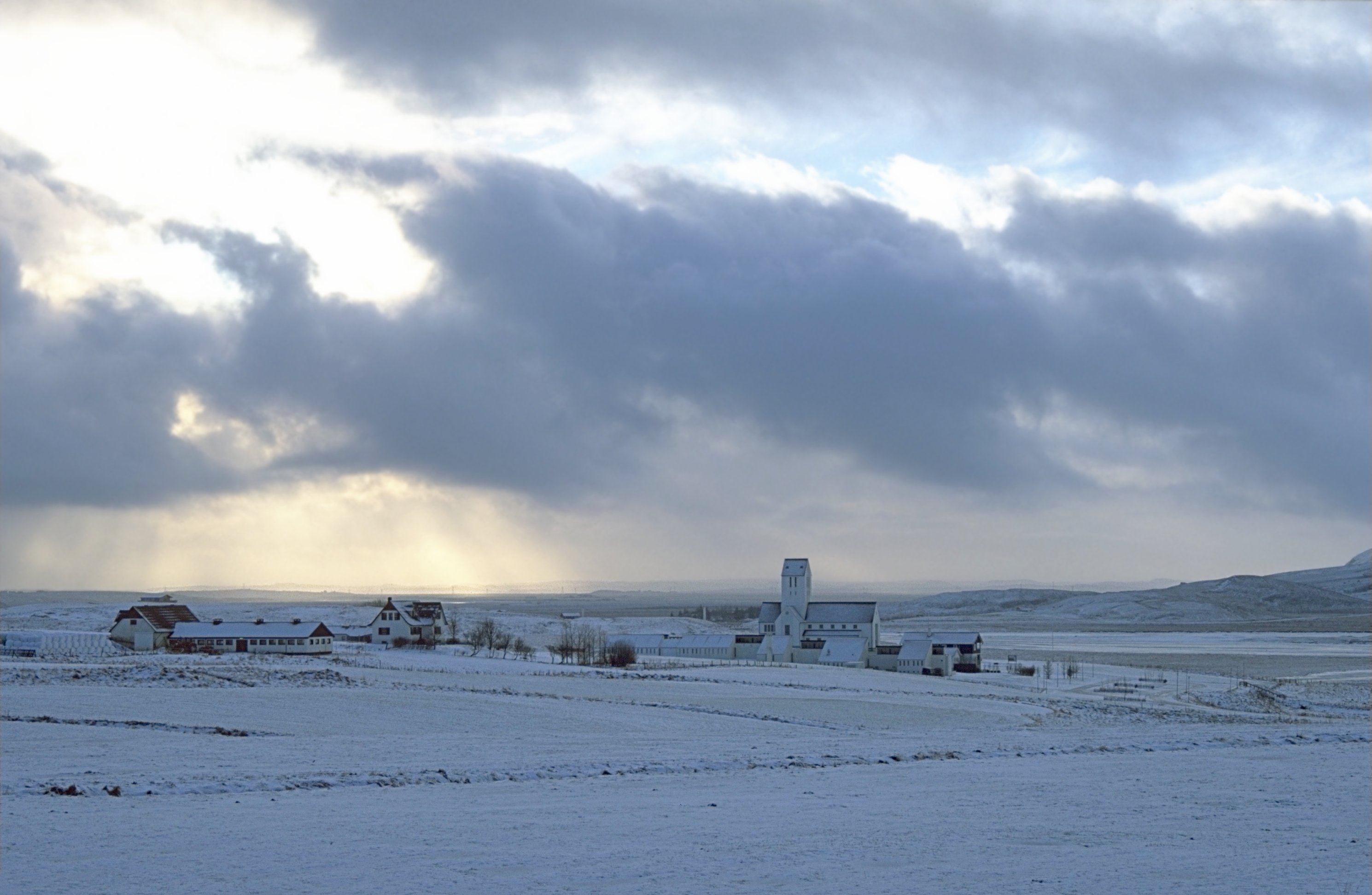
Skálholt in inverno

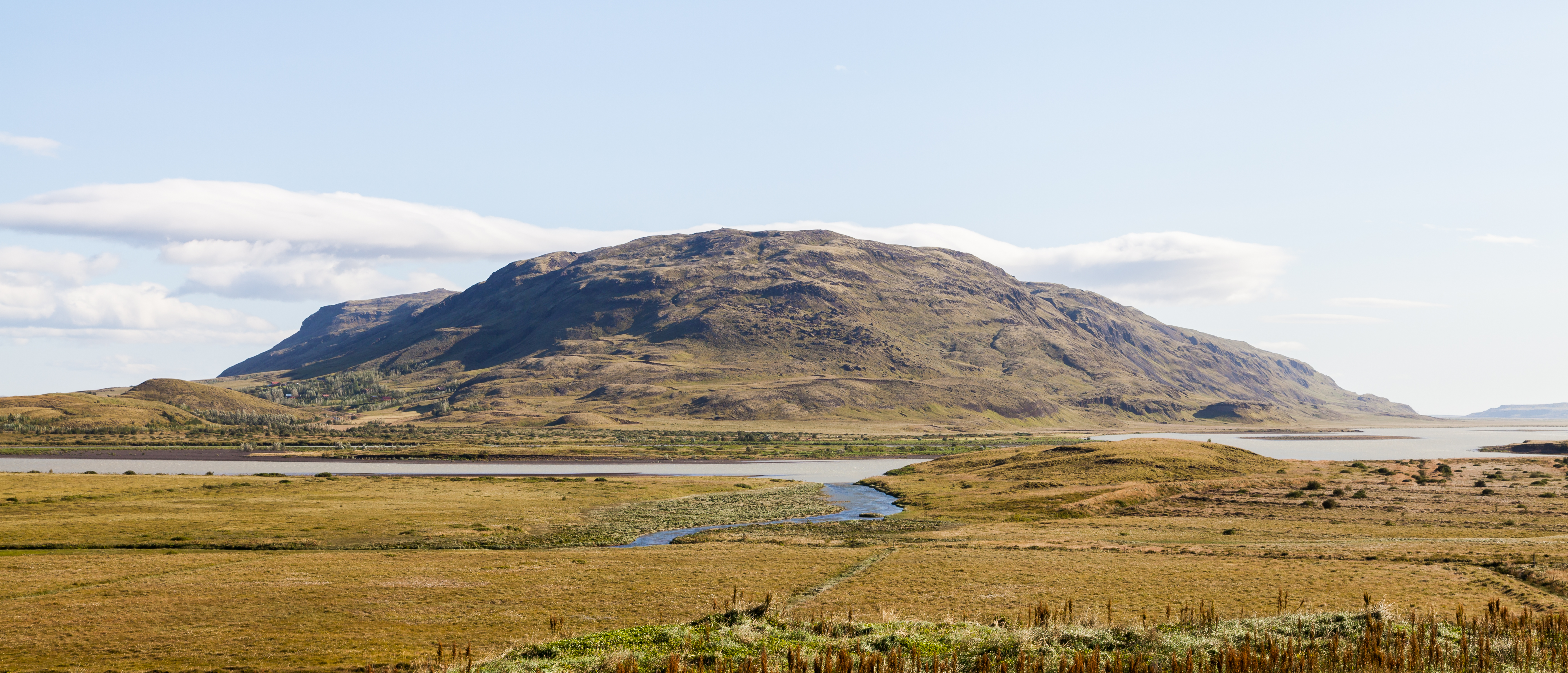
Paesaggio da Skaholt.

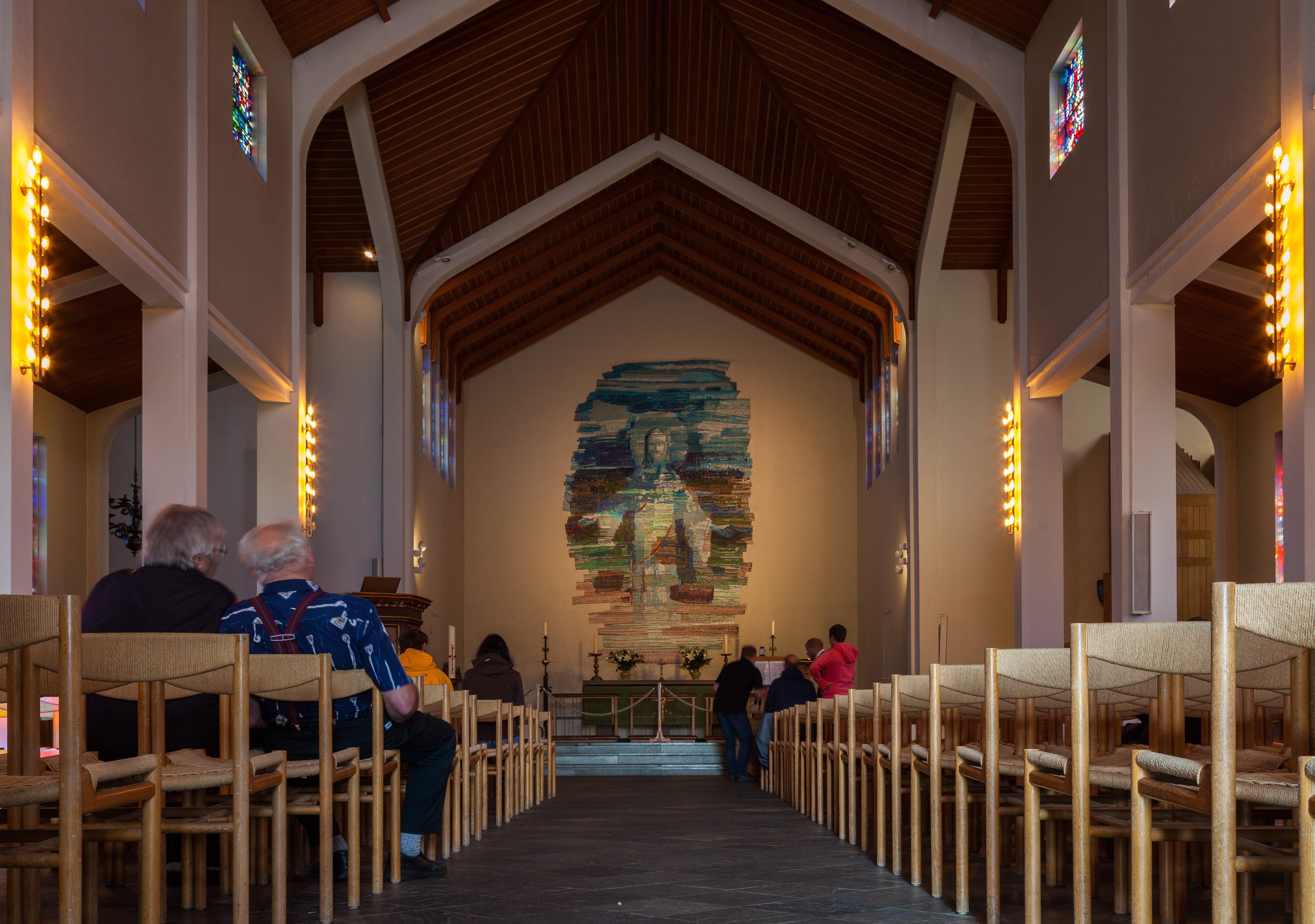
Interno della cattedrale.

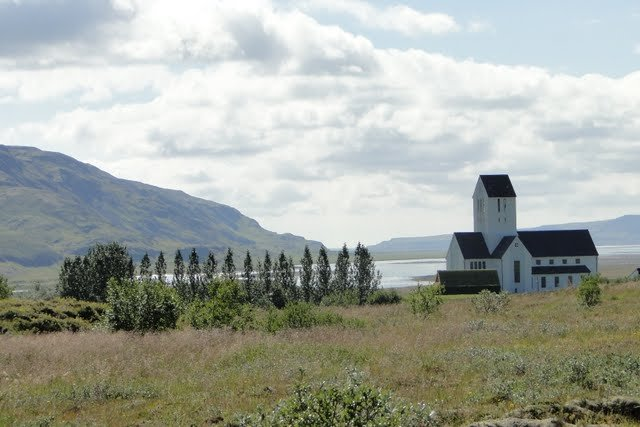
Vista generale di Skalholt e della cattedrale

Skálholt (lingua norrena: Skálaholt) è un sito storico situato nel sud dell'Islanda sul fiume Hvítá, all'interno dell'attuale comune di Bláskógabyggð.

## Storia
Skálholt fu, per otto secoli, uno dei più importanti luoghi d'Islanda. Dal 1056 al 1785, fu una delle due sedi episcopali d'Islanda assieme a Hólar, il che lo rendeva un centro culturale e politico. La prima scuola ufficiale d'Islanda, Skálholtsskóli (oggi Menntaskólinn í Reykjavík), fu fondata a Skálholt nel 1056 per istruire i chierici. Nel 1992 il seminario di Skálholt re-istituito con il vecchio nome, ed oggi funge da centro istruttivo ed informativo della Chiesa d'Islanda.
Nel Medioevo vi era un'importante attività a Skálholt; oltre all'ufficio del vescovo, alla cattedrale ed alla scuola, vi era un'importante agricoltura, una fucina ed un monastero. Assieme ai dormitori ed ai quartieri per gli insegnanti ed i servi, la città sviluppò numerose altre strutture. Adamo di Brema, che scriveva attorno al 1075, descrisse Skálholt (Scaldholz) come la "più grande città" di'Islanda. Prima la diocesi di Skálholt era una sede suffraganea dell'arcivescovato di Brema. Quando nel 1104 la diocesi di Lund fu elevata ad arcidiocesi, Lund divenne la metropolita di Skálholt, e nel 1153 Skálholt divenne parte della provincia dell'arcidiocesi di Nidaros.
Proseguì come sede episcopale durante la Riforma protestante del Luteranesimo, e la fine del Cattolicesimo in Islanda giunse nel 1550 quando l'ultimo vescovo cattolico, Jón Arason di Hólar, fu giustiziato a Skálholt con i suoi due figli.
Nonostante non siano più sedi episcopali dal 1801, Skálholt ed Hólar mantengono la cattedrale per i due vescovi "suffraganei" della Chiesa d'Islanda (ossia ausiliari nell'unica diocesi luterana d'Islanda), e quindi la vecchia cattedrale è tuttora in funzione. Esiste anche la sede titolare di Skálholt nella Chiesa cattolica (dal 1968) ma senza legame effettivo con lo storico sito.
Skálholt è oggi un centro turistico, e riceve numerosi visitatori ogni anno.

## Cattedrale di Skálholt
L'odierna cattedrale di Skálholt è relativamente grande paragonata a molte chiese islandesi; è lunga, dal portone all'abside, circa 30 metri. Alcuni suoi predecessori erano anche più lunghi, raggiungendo i 50 metri di lunghezza. La nuova cattedrale fu costruita dal 1956 al 1963 durante le celebrazioni del millenario della sede episcopale. Le altre Chiese scandinave lo festeggiarono assieme alla Chiesa islandese, e molti degli oggetti presenti nella cattedrale sono regali ricevuti in quell'occasione dalle altre Chiese; ad esempio, le grandi vetrate di Gerður Helgadóttir sono un dono dei danesi.

## Mappa di Skálholt

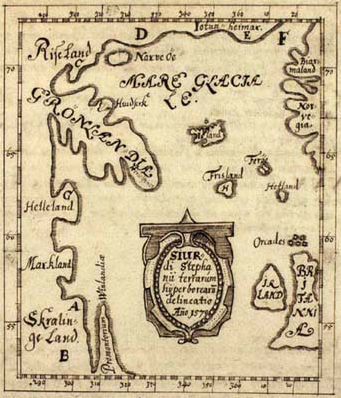
Mappa di Skálholt

Alla fine del XVI secolo un giovane insegnante originario di Skálholt, Sigurd Stefánsson, tentò di utilizzare le prove documentarie disponibili per identificare i siti delle antiche scoperte norrene nell'oceano Atlantico occidentale, tra cui Vinland, su una mappa. Sigurdur era il nipote di un vescovo di Skálholt. Dopo aver studiato all'Università di Copenaghen, Sigurdur divenne insegnante dell'ex-monastero di Skálholt, che rimase un centro educativo e religioso anche dopo l'introduzione del Protestantesimo nel 1551.
Non esiste più l'originale del 1570. Una copia fu fatta nel 1690 da Thordur Thorlaksson, noto anche per il suo nome latino, Thorlacius, vescovo di Skálholt. La mappa fa parte della collezione della Biblioteca Reale Danese. Numerose altre copie furono disegnate dagli studiosi scandinavi. Facendo coincidere le latitudini con l'arcipelago britannico, la mappa mostra la punta settentrionale di "Vinland" a 51° di latitudine nord, la stessa dell'estremo meridionale di Irlanda e di Bristol (Inghilterra). Questa informazione fu riportata su mappe più moderne. Queste indicavano, tra le altre cose, che il promontorio di Vinland era stato segnalato da Stefánsson nel punto del promontorio settentrionale di Terranova, e fu una delle cose che spronò gli studi archeologici del 1960 presso L'Anse Aux Meadows (51° N).